# William Remington (atleta)
William Procter Remington (Filadelfia, 13 marzo 1879 – La Jolla, 19 dicembre 1963) è stato un lunghista, ostacolista e vescovo anglicano statunitense.

## Biografia
Remington rappresentò l'Università della Pennsylvania nelle gare intercollegiali di atletica.
Prese parte ai Giochi olimpici di Parigi 1900 nelle gare dei 110 metri ostacoli, 200 metri ostacoli e salto in lungo. Il miglior risultato che riuscì ad ottenere fu il quarto posto nella gara di salto in lungo. Nello stesso anno delle Olimpiadi, Remington si laureò.
Nel 1905, si laureò al Seminario di Teologia della Virginia ed in seguito divenne vescovo episcopale.

## Palmarès
| Anno | Manifestazione  | Sede   | Evento         | Risultato   | Prestazione | Note |
| ---- | --------------- | ------ | -------------- | ----------- | ----------- | ---- |
| 1900 | Giochi olimpici | Parigi | 110 m hs       | Ripescaggio | n/d         |      |
| 1900 | Giochi olimpici | Parigi | 200 m hs       | Batteria    | n/d         |      |
| 1900 | Giochi olimpici | Parigi | Salto in lungo | 4º          | 6,825 m     |      |